# دراکولا (فیلم ۱۹۳۱ اسپانیایی‌زبان)
دراکولا (انگلیسی: Dracula) فیلمی در ژانر ترسناک به کارگردانی جورج ملفورد است که در سال ۱۹۳۱ منتشر شد. از بازیگران آن می‌توان به لوپیتا توبار اشاره کرد.